# 마른 세수

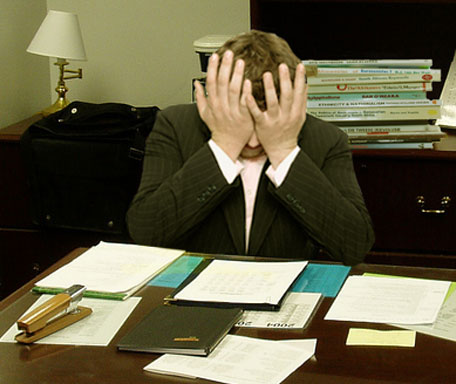
마른 세수하는 남자

마른 세수(Facepalm)는 손을 이용한 제스처 중 하나로, 손을 제 얼굴에 문지르거나 갖다 댄다. 실망, 분노, 절망, 놀람, 공포, 욕구불만, 충격, 당황 등에 사용한다.

## 같이 보기
- 에드가 케네디
- 인터넷 밈 목록